# Conjunto Grenada
El Conjunto Grenada (en ruso: Ансамбль Гренада), también conocido simplemente como «Grenada» es un conjunto de música política ruso fundado en 1973 en el Instituto de Estudios Latinoamericanos de la Academia de Ciencias de Rusia. Desde 1993, el Conjunto Granada es el conjunto nacional de Rusia.
El conjunto actúa ante audiencias tanto en Rusia como en todo el mundo, interpretando una variedad de música que incluye folclore, música latina y música popular soviética y rusa. El repertorio del grupo incluye covers de canciones rusas como Kalinka y Katiusha y a la vez canciones latinas como El pueblo unido jamás será vencido y Guantanamera.
En 1979, el Conjunto resultó ganador del XI Festival Mundial de la Juventud y los Estudiantes en La Habana.

## Premios
- Medalla Artur Becker (1987);
- Premio del Servicio Federal de Seguridad de la Federación de Rusia (2017)[3]